# فهرست جداشدگان سیاسی ایرانی
جداشدگان سیاسی ایرانی، به افرادی گفته می‌شود که به دلایل سیاسی، ایدئولوژیک یا امنیتی، ارتباط خود را با نظام جمهوری اسلامی ایران قطع کرده و در خارج از کشور، ماندگار شده‌اند. این افراد، معمولاً پس از ترک ایران، دیگر به حکومت یا نهادهای رسمی جمهوری اسلامی، وفادار نبوده و در کشورهای دیگر، اقامت گزیده‌اند. جداشدگان سیاسی، ممکن است شامل دیپلمات‌ها، ورزشکاران، فعالان سیاسی و کنشگران اجتماعی باشند که به دلیل فشارهای سیاسی یا نگرانی‌های امنیتی، از بازگشت به ایران، خودداری کرده‌اند.
| نام                    | شغل            | سال جدایی | توضیحات | منبع          |
| ---------------------- | -------------- | --------- | --- | ------------- |
| سارا سادات خادم‌الشریعه | ورزشکار        | ۲۰۲۲      | عضو تیم شطرنج اعزامی به قزاقستان، در این مسابقات بدون حجاب اجباری شرکت کرد، و در ادامه اعلام کرد از بیم انتقام‌جوئی رژیم جمهوری اسلامی به ایران بازنمی‌گردد و به اسپانیا پناهنده شد. | [ ۱ ]         |
| آرین ساعدپناه          | ورزشکار        | ۲۰۲۲      | عضو تیم بوکس جوانان اعزامی به اسپانیا، که پس از مسابقات اعلام پناهندگی کرد. | [ ۲ ]         |
| مرتضی ریگی             | ورزشکار        | ۲۰۲۲      | عضو تیم بوکس جوانان اعزامی به اسپانیا، که پس از مسابقات اعلام پناهندگی کرد. | [ ۲ ]         |
| حسین ثوری              | مدیر ورزشی     | ۲۰۲۲      | رئیس فدراسیون بوکس، که به همراه تیم جوانان بوکس به اسپانیا رفته بود، در میانه مسابقات اعلام پناهندگی کرد.                                                                          | [ ۳ ]         |
| کیمیا علیزاده          | ورزشکار        | ۲۰۲۰      | تنها بانوی ایرانی که موفق به کسب مدال المپیک (تکواندو) شده است. | [ ۴ ]         |
| سعید مولایی            | ورزشکار        | ۲۰۱۹      | جودوکار المپیکی و قهرمان جهان در سال ۲۰۱۸ | [ ۵ ]         |
| پوریا جلالی‌پور         | ورزشکار        | ۲۰۱۹      | پاراکماندار که به بازی‌های پارا المپیک ۲۰۲۰ توکیو راه یافت. | [ ۶ ]         |
| فرزاد فرهنگیان         | سیاستمدار      | ۲۰۱۰      | وابسته سابق مطبوعاتی سفارت ایران در بروکسل. | [ ۷ ]         |
| محمدرضا حیدری          | سیاستمدار      | ۲۰۱۰      | | [ ۷ ]         |
| حسین علیزاده           | سیاستمدار      | ۲۰۱۰      | | [ ۷ ]         |
| شهرام امیری            | دانشمند هسته‌ای | ۲۰۰۹      | در سال ۲۰۱۰ به ایران بازگشت. او توسط حکومت ایران در سال ۲۰۱۶ «به دلیل افشای اسرار بزرگ برای دشمن» اعدام شد.                                                                        | [ ۸ ]         |
| احمد رضایی             |                | ۱۹۹۸      | اولین پسر محسن رضایی، سیاستمدار محافظه‌کار ایرانی و افسر ارشد سپاه پاسداران انقلاب اسلامی؛ جسدش در سال ۲۰۱۱ در هتلی در دبی پیدا شد، او احتمالاً ترور شد.                             | [ ۹ ]         |
| عبدالقاسم مصباحی       | نیروی اطلاعاتی | ۱۹۹۶      | | [ ۱۰ ]        |
| مرضیه                  | خواننده        | ۱۹۹۴      | | [ ۱۱ ]        |
| مهدی رضوانی            | ورزشکار        | ۱۹۸۶      | وزنه‌بردار شرکت کننده در بازی‌های آسیایی ۱۹۸۶ در سئول؛ و برنده مدال برنز ۱۱۰+ مسابقات.                                                                                               | [ ۱۲ ]        |
| صمد منتظری             | ورزشکار        | ۱۹۸۶      | وزنه‌بردار شرکت‌کننده در بازی‌های آسیایی ۱۹۸۶ در سئول. | [ ۱۲ ]        |
| سیامک باجند            | ورزشکار        | ۱۹۸۶      | وزنه‌بردار شرکت‌کننده در بازی‌های آسیایی ۱۹۸۶ در سئول. | [ ۱۲ ]        |
| اردشیر بهمن‌یار         | ورزشکار        | ۱۹۸۶      | وزنه‌بردار شرکت‌کننده در بازی‌های آسیایی ۱۹۸۶ در سئول. | [ ۱۲ ]        |
| علی‌اکبر محمدی          | خلبان          | ۱۹۸۶      | خلبان سابق اکبر هاشمی رفسنجانی، رئیس مجلس شورای اسلامی؛ که در سال ۱۹۸۷ در شهر هامبورگ ترور شد.                                                                                     | [ ۱۳ ]        |
| حسن نجفی حبیب‌الله      | خلبان          | ۱۹۸۶      | به همراه احمدمراد طالبی با جنگنده گرومن اف-۱۴ تام‌کت، به عراق گریخت. |               |
| احمدمراد طالبی         | خلبان          | ۱۹۸۶      | با جنگنده گرومن اف-۱۴ تام‌کت که حداقل دارای یک موشک ایم-۵۴ فینیکس اِی بود در عراق فرود آمد. او بعداً در اروپا ترور شد                                                                 |               |
| مهدی بابایی            | خلبان          | ۱۹۸۵      | به همراه دو نفر از هوانوردان با هلیکوپتر بوئینگ سی‌اچ-۴۷ شینوک سری ۵–۴۰۸۹ ساخت آمریکا، به عراق پرواز کردند.                                                                         |               |
| رحمان نقیب             | خلبان          | ۱۹۸۴      | با مک‌دانل داگلاس اف-۴ فانتوم ۲، با شماره سریال ۳–۶۵۵۲ خود به عراق فرار کرد، افسر رهگیری رادار او هم اسیر جنگی شد که بعداً به همراه سایر اسرا آزاد شد.                               |               |
| ایرج فاضلی             | خلبان          | ۱۹۸۳      | او ابتدا با نورثروپ اف-۵ به وان رفت (یک هفته بعد هواپیما عودت شد). او سپس به آمریکا رفت و در سال ۱۳۶۸ در آمریکا ناپدید شد.                                                         | [ ۱۴ ] [ ۱۵ ] |
| پرویز خزائی            | سیاستمدار      | ۱۹۸۲      | کاردار سفارت ایران در اسلو. | [ ۱۶ ]        |
| رضا عابدی              | ورزشکار        | ۱۹۸۲      | کشتی‌گیر | [ ۱۷ ]        |
| اردشیر اصغری           | ورزشکار        | ۱۹۸۲      | کشتی‌گیر | [ ۱۷ ]        |
| کیهان جهان‌فخر          | خلبان          | ۱۹۸۲      | در ۱۶ اکتبر ۱۹۸۲، کیهان جهان‌فخر، خلبان هواپیمای تجاری، پس از فرود هواپیمای بوئینگ ۷۲۷ ایران ایر در اتریش، درخواست پناهندگی سیاسی کرد.                                              | [ ۱۸ ]        |
| سیدجبار مهدیون         | ورزشکار        | ۱۹۸۲      | کشتی‌گیر؛ او در جریان مسابقات جهانی کشتی در سال ۱۹۸۲ در شهر ادمونتون کانادا، از اردوی تیم فرار کرد.                                                                                 | [ ۱۹ ]        |
| محمدحسین نقدی          | سیاستمدار      | ۱۹۸۲      | کاردار سفارت ایران در رم؛ او در سال ۱۹۹۳ در رم ترور شد. | [ ۲۰ ] [ ۲۱ ] |
| جواد حسین              | نظامی          | ۱۹۸۱      | سرهنگ نیروی هوایی ارتش جمهوری اسلامی ایران | [ ۲۲ ]        |